# Aimyon
Aimyon (あいみょん) sinh ngày 6 tháng 3 năm 1995, là ca sĩ, nhạc sĩ người Nhật Bản Tên thật của cô không được tiết lộ. Cô thuộc công ty giải trí trực thuộc ENS Entertainment. Công ty liên kết là unBORDE dưới sự bảo trợ của Warner Music Japan.

## Sự nghiệp
Aimyon sinh ngày 6 tháng 3 năm 1995 tại thành phố Nishinomiya, tỉnh Hyōgo. Cô được truyền cảm hứng để trở thành một ca sĩ kiêm nhạc sĩ một phần vì bà của cô, người mong muốn trở thành ca sĩ và cha cô, người làm kỹ sư âm thanh. Ở trường cấp hai, cô bắt đầu viết bài hát và cover với cây đàn guitar acoustic mà giáo viên dạy tiếng Anh của cô đã để lại cho cô. Khi Aimyon còn học trung học, bạn của cô đã gửi đơn đăng ký tham gia một buổi thử giọng mà cô ấy không hề hay biết, và cô ấy đã đủ điều kiện để lọt vào những vòng cuối cùng. Sau khi tốt nghiệp trung học, một video YouTube về một trong những buổi biểu diễn của Aimyon đã thu hút sự chú ý của hãng âm nhạc Lastrum Music Entertainment.
Aimyon đã viết lời cho bài hát "Time Goes By" từ đĩa đơn thứ ba của nhóm nhạc nam Johnny's West, phát hành vào ngày 4 tháng 2 năm 2015. Vào ngày 4 tháng 3 năm 2015, cô ra mắt indie với đĩa đơn "Anata Kaibou Junaika (Shine)", một bản phát hành chỉ có tại TOWER RECORDS, lọt vào bảng xếp hạng top 10 của Oricon Indies. Sau đó, vào tháng 5 năm 2015, cô phát hành mini-album đầu tiên, Tamago, và mini-album thứ hai, Nikumarekko Yo ni Habakaru, vào tháng 12 cùng năm.
Aimyon đã ký hợp đồng với hãng phụ unBORDE của Warner và phát hành đĩa đơn đầu tay của hãng chính "Ikite Itanda yona" vào ngày 30 tháng 11 năm 2016.
Vào ngày 31 tháng 12 năm 2018, cô xuất hiện lần đầu tiên trên Kouhaku Uta Gassen lần thứ 69 của NHK, chương trình âm nhạc đêm giao thừa nổi tiếng của Nhật Bản, và biểu diễn ca khúc "Marigold".

## Các bài hát

### Album phòng thu
| Tiêu đề                                                      | Thông tin                                                                 | Vị trí cao nhất | Vị trí cao nhất | Vị trí cao nhất | Đã bán         | Chứng nhận       |
| Tiêu đề                                                      | Thông tin                                                                 | JPN             | JPN Hot         | TWN EA          | Đã bán         | Chứng nhận       |
| ------------------------------------------------------------ | ------------------------------------------------------------------------- | --------------- | --------------- | --------------- | -------------- | ---------------- |
| Excitement of Youth (青春のエキサイトメント)                 | - Phát hành: 13/9/2017 - Bởi: Unborde - Định dạng: CD, Đĩa đơn, streaming | 26              | 13              | —               | - JPN: 119,000 | - RIAJ: Gold     |
| Momentary Sixth Sense (瞬間的シックスセンス)                 | - Phát Hành: 13/2/2019 - Bởi: Unborde - Định dạng: CD, Đĩa đơn, streaming | 2               | 2               | 7               | - JPN: 294,000 | - RIAJ: Platinum |
| Heard That There's Good Pasta (おいしいパスタがあると聞いて) | - Phát hành: 9/9/2020 - Bởi: Unborde - Định dạng: CD, Đĩa đơn, streaming  | 2               | 2               | 1               | - JPN: 279,000 | - RIAJ: Platinum |

### Bài hát mở rộng
| Tamago                                                       | - Phát hành: 20/5/2015 - Hãng: Lastrum - Định dạng: CD, digital download, streaming  | 82  | 49 | - JPN: 10,000 |  |  |  |  |  |  |  |
| Nikumarekko Yo ni Habakaru (憎まれっ子世に憚る)              | - Phát hành: 2/12/2015 - Hãng: Lastrum - Định dạng: CD, digital download, streaming  | 106 | 86 | - JPN: 4,000  |  |  |  |  |  |  |  |
| Ai o Tsutaetaida toka Remix EP (愛を伝えたいだとか Remix EP) | - Phát Hành: 23/5/2018 - Hãng: Unborde - Định dạng: digital download, 12-inch single | 108 | —  |               |  |  |  |  |  |  |  |
|                                                              |                                                                                      |     |    |               |  |  |  |  |  |  |  |

### Đĩa đơn

#### Là nghệ sĩ chính
| "Anata Kaibou Junaika (Shine)" (貴方解剖純愛歌~死ね~)             | 2015 | —  | 48 |                                               | Tamago                        |  |  |  |  |  |  |
| "Ikite Itanda yo na" (生きていたんだよな)                         | 2016 | 67 | 41 | - RIAJ: Gold (st.)                            | Excitement of Youth           |  |  |  |  |  |  |
| "Ai o Tsutaetaida toka" (愛を伝えたいだとか)                      | 2017 | 51 | 15 | - RIAJ: Platinum (st.)                        | Excitement of Youth           |  |  |  |  |  |  |
| "Kimi wa Rock o Kikanai" (君はロックを聴かない)                   | 2017 | 76 | 12 | - RIAJ: - Platinum (dig.) - Platinum (st.)    | Excitement of Youth           |  |  |  |  |  |  |
| "Only Under the Full Moon" (満月の夜なら)                         | 2018 | 31 | 11 | - RIAJ: Gold (st.)                            | Momentary Sixth Sense         |  |  |  |  |  |  |
| "Marigold" (マリーゴールド)                                       | 2018 | 25 | 1  | - RIAJ: - 3× Platinum (dig.) - Platinum (st.) | Momentary Sixth Sense         |  |  |  |  |  |  |
| "Let the Night" (今夜このまま)                                    | 2018 | 18 | 4  | - RIAJ: - Platinum (dig.) - Platinum (st.)    | Momentary Sixth Sense         |  |  |  |  |  |  |
| "Haru no Hi" (ハルノヒ)                                           | 2019 | 6  | 2  | - RIAJ: - Platinum (dig.) - Platinum (st.)    | Heard That There's Good Pasta |  |  |  |  |  |  |
| "The Smell of a Midsummer Night" (真夏の夜の匂いがする)           | 2019 | 18 | 7  | - RIAJ: Silver (st.)                          | Heard That There's Good Pasta |  |  |  |  |  |  |
| "Her Blue Sky" (空の青さを知る人よ)                               | 2019 | 7  | 4  | - RIAJ: Gold (st.)                            | Heard That There's Good Pasta |  |  |  |  |  |  |
| "Naked Heart" (裸の心)                                            | 2020 | 4  | 4  | - RIAJ: - Platinum (dig.) - Platinum (st.)    | Heard That There's Good Pasta |  |  |  |  |  |  |
| "Till I Know What Love Is (I'm Never Gonna Die)" (愛を知るまでは) | 2021 | 8  | 11 | - RIAJ: Silver (st.)                          | Non-album single              |  |  |  |  |  |  |
| "On a Cherry Blossom Night" (桜が降る夜は)                        | 2021 | 8  | 13 | - RIAJ: Silver (st.)                          | Non-album single              |  |  |  |  |  |  |
| "Heart" (ハート)                                                  | 2021 | 10 | 7  |                                               | Non-album single              |  |  |  |  |  |  |
|                                                                   |      |    |    |                                               |                               |  |  |  |  |  |  |

#### Là nghệ sĩ nổi bật
| Tiêu đề                                                            | Năm ra mắt | Vị trí cao nhất | Chứng nhận           | Album                 |
| Tiêu đề                                                            | Năm ra mắt | JPN Hot         | Chứng nhận           | Album                 |
| ------------------------------------------------------------------ | ---------- | --------------- | -------------------- | --------------------- |
| "Nakidashisou da yo" (泣き出しそうだよ) (Radwimps cùng với Aimyon) | 2018       | 56              |                      | Anti Anti Generation  |
| "Kiss Dake de" (キスだけで) (Suda Masaki cùng với Aimyon)          | 2019       | 11              |                      | Love                  |
| "Kaibutsu-san" (怪物さん) (Ken Hirai cùng với Aimyon)              | 2020       | 15              | - RIAJ: Silver (st.) | Anata ni Narita Katta |

#### Đĩa đơn quảng cáo
| "Futari no Sekai" (ふたりの世界)                               | 2017 | —  | - RIAJ: Silver (st.) | Excitement of Youth           |  |  |  |  |  |  |  |
| "Hyohaku" (漂白)                                               | 2017 | —  |                      | Excitement of Youth           |  |  |  |  |  |  |  |
| "Even If the World Ends Tomorrow" (あした世界が終わるとしても) | 2019 | 16 |                      | Momentary Sixth Sense         |  |  |  |  |  |  |  |
| "What If..." (ら、のはなし)                                    | 2019 | 46 | - RIAJ: Silver (st.) | Momentary Sixth Sense         |  |  |  |  |  |  |  |
| "Present" (プレゼント)                                         | 2019 | 57 |                      | Momentary Sixth Sense         |  |  |  |  |  |  |  |
| "Dream Chaser Bengal" (夢追いベンガル)                         | 2019 | 71 |                      | Momentary Sixth Sense         |  |  |  |  |  |  |  |
| "Good Night Baby"                                              | 2019 | 88 |                      | Momentary Sixth Sense         |  |  |  |  |  |  |  |
| "On This Day We Say Goodbye" (さよならの今日に)                | 2020 | 15 | - RIAJ: Silver (st.) | Heard That There's Good Pasta |  |  |  |  |  |  |  |
| "Morning Sun" (朝陽)                                           | 2020 | 49 |                      | Heard That There's Good Pasta |  |  |  |  |  |  |  |
| "Super Girl" (スーパーガール)                                  | 2020 | —  |                      | Non-album Single              |  |  |  |  |  |  |  |
|                                                                |      |    |                      |                               |  |  |  |  |  |  |  |

### Các bài hát được xếp hạng khác
| "Matryoshka" (マトリョーシカ)                               | 2017 | —  |   | Excitement of Youth   |  |  |  |  |  |  |  |  |
| "Hikari thing" (ひかりもの)                                 | 2019 | 93 | 3 | Momentary Sixth Sense |  |  |  |  |  |  |  |  |
| "Because I'm in Love" (恋をしたから)                        | 2019 | —  | — | Momentary Sixth Sense |  |  |  |  |  |  |  |  |
| "A World of Just Me and You" (二人だけの国)                 | 2019 | —  | — | Momentary Sixth Sense |  |  |  |  |  |  |  |  |
| "From the Corner Room on the 4th Floor" (from 四階の角部屋) | 2019 | —  | — | Momentary Sixth Sense |  |  |  |  |  |  |  |  |
|                                                             |      |    |   |                       |  |  |  |  |  |  |  |  |

## Giải thưởng
| Năm  | Giải thưởng                  | Đề cử                     | Bài Hát đề cử           | Kết quả   |
| ---- | ---------------------------- | ------------------------- | ----------------------- | --------- |
| 2017 | FM Q League Award            | Grand Prix                | Kimi wa Rock wo Kikanai | Đoạt giải |
| 2019 | Space Shower Music Awards    | Best Creative Works       |                         | Đoạt giải |
| 2019 | MTV VMAJ                     | Best Female Video         | Let the Night           | Đoạt giải |
| 2019 | 61st Japan Record Awards     | Excellence Album Award    | Momentary Sixth Sense   | Đoạt giải |
| 2019 | Billboard Japan Music Awards | Artist of the Year        |                         | Đoạt giải |
| 2019 | Mnet Asian Music Awards      | Best Asian Artist - Japan |                         | Đoạt giải |
| 2020 | CD Shop Awards               | Finalist award            | Momentary Sixth Sense   | Đoạt giải |
| 2020 | Space Shower Music Awards    | Best Female Artist        |                         | Đoạt giải |
| 2020 | MTV VMAJ                     | Best Video of the Year    | Naked Heart             | Đoạt giải |
| 2020 | MTV VMAJ                     | Best Female Video         | Naked Heart             | Đoạt giải |